# Fabrizio Costa
Fabrizio Costa (ur. 31 maja 1954 w Trieście) – włoski reżyser filmowy i telewizyjny.

## Biografia
Studiował literaturoznawstwo w Rzymie. Zaraz po studiach współpracował jako asystent reżysera z Pasquale Festa Campanile. Samodzielną pracę reżyserską rozpoczął filmem dokumentalnym w 1981 nakręconym dla włoskiej RAI Venezia Danza Europa 81. Dwa lata później zrealizował dwa inne filmy dokumentalne Fiat 131 mirafiori dla włoskiej firmy FIAT oraz Duemila per il 2000 dla Narodowej Rady ds. Badań Naukowych. W drugiej połowie lat 80. XX wieku reżyserował spoty reklamowe znaczących koncernów, takich jak: Toshiba, Renault, Alfa Romeo oraz Philips.
W 1988 razem z Pupim Avatim i Cesare Bastellim nagrał dla RAI serial È proibito ballare, w którym wystąpili Stefano Dionisi, Arnaldo Ninchi i Valeria Cavalli. W 1992 reżyserował pierwszą włoską telenowelę zatytułowaną L'edera. Dwudziestoodcinkowa seria została dobrze przyjęta przez włoskich telewidzów. W następnych latach reżyserskie poczynania Costy zyskiwały coraz większą sympatię. Reżyser nagrywał seriale i filmy telewizyjne: Passioni (serial z 1993, z udziałem Giorgio Albertazziego, Virny Lisi oraz Gigiego Proietti), Il grande fuoco (serial z 1995 na podstawie Anny Kareniny Lwa Tołstoja z Carol Alt i Adrianą Asti w rolach głównych), Fatima (film z 1997), Tristan i Izolda (dwuczęściowy obraz z 1998 z Pierre'em Cosso, Jean-Pierre'em Casselem i Marią Schneider), Maryja – córka swojego Syna (z 1999 z Omero Antonuttim i Ángelą Molina w rolach głównych), Michele Strogoff – il corriere dello zar 1999.
Po roku 2000 reżyserował kolejne produkcje telewizyjne:
- Storia di guerra e d'amicizia 2001
- La cittadella 2003
- Madre Teresa 2003
- Meucci – L'italiano che inventò il telefono 2004
- Wichrowe wzgórza 2004
- Sacco e Vanzetti 2005
- La freccia nera 2006
- Chiara e Francesco 2007
- Paolo VI 2008

W latach 2007–2008 Costa był reżyserem szóstej części włoskiego serialu Don Matteo z Terencem Hillem w roli głównej. W 2009 był reżyserem drugiej części serialu Donna detective, kręconej dla Rai Uno.